# Ferrière-Larçon
Ferrière-Larçon ist eine Gemeinde im französischen Département Indre-et-Loire in der Region Centre-Val de Loire. Sie gehört zum Arrondissement Loches und zum Kanton Descartes. Sie grenzt im Nordwesten an Ligueil, im Norden an Ciran, im Nordosten an Esves-le-Moutier, im Osten an Betz-le-Château, im Süden an La Celle-Guenand und im Westen an Paulmy.

## Bevölkerungsentwicklung
| Jahr      | 1962 | 1968 | 1975 | 1982 | 1990 | 1999 | 2008 | 2015 |
| --------- | ---- | ---- | ---- | ---- | ---- | ---- | ---- | ---- |
| Einwohner | 567  | 505  | 418  | 348  | 292  | 300  | 279  | 253  |

## Sehenswürdigkeiten
- Ein denkmalgeschützter Stein mit Wetzrillen aus der Jungsteinzeit, genannt Polissoir
- Das prähistorische Feld La Butte de Muraz, Monument historique
- Festung aus der galloromanischen Zeit
- Kirche Saint-Mandé-Saint-Jean, seit 1908 Monument historique

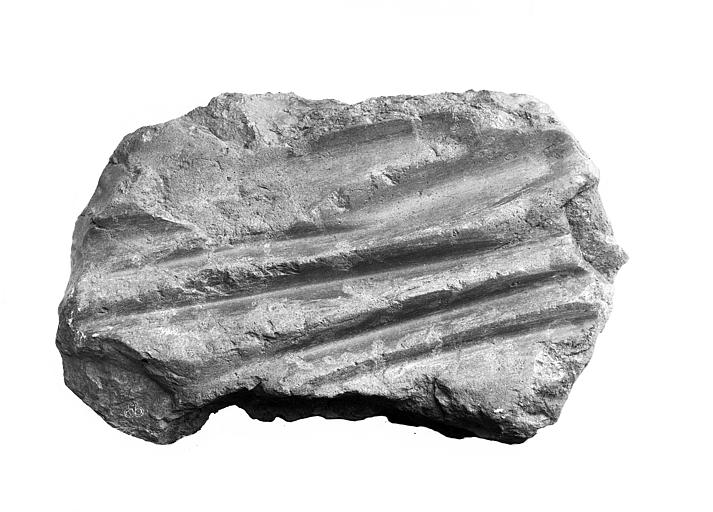
Der Polissoir